# Emilio Sakraya
Emilio Sakraya Moutaoukkil (Berlino, 29 giugno 1996) è un attore e musicista tedesco.

## Biografia
Emilio, la cui madre è marocchina e il cui padre è serbo, è nato a Berlino nel 1996 ed è cresciuto lì. I suoi genitori sono separati e ha diversi fratellastri. Durante la sua infanzia, ha vissuto con la sua famiglia in Marocco. Emilio ha frequentato la Annie Heuser Waldorf School di Wilmersdorf. Dall'età di nove anni, è stato davanti alla macchina da presa per produzioni cinematografiche. Ha fatto la sua prima apparizione nel 2005 nel film pubblicitario Children Tell. Ha anche scoperto il suo entusiasmo per il karate e il kung fu da bambino. Nel 2010 ha vinto un titolo di campione tedesco di karate nella versione della World Karate and Kickboxing Association (WKA). Nel 2024 ha preso parte allo spettacolo Schlag den Star e ha perso contro Bausa.
Per sua stessa ammissione, ha iniziato a suonare il pianoforte, la chitarra e la batteria all'età di undici anni ed è entrato a far parte di una banda scolastica in tenera età. All'età di 15 o 16 anni, ha iniziato a scrivere le sue canzoni.
Sakraya è padre e ha un figlio.

### Carriera
Nel 2010 ha fatto la sua prima apparizione sul grande schermo nel lungometraggio Zeiten ändern dich, prodotto da Bernd Eichinger.
Alla fine del 2016, ha deciso di smettere di usare il suo precedente cognome Moutaoukkil in pubblico e di usare invece il suo secondo nome come nome d'arte.
Nel gennaio 2017 ha interpretato un ruolo da protagonista nel dramma poliziesco del Saarland Tatort Söhne und Väter.
All'inizio del 2018, Emilio Sakraya ha assunto il ruolo principale nel lungometraggio Kalte Füße, diretto da Wolfgang Groos. Al suo fianco ci sono Heiner Lauterbach e Sonja Gerhardt. Nell'estate del 2018 è stato davanti alla telecamera per la NDR Tatort Das verschwundene Kind a Gottinga. Per la sua interpretazione, è stato candidato per lo Studio Hamburg Young Talent Award.
Nel 2019, Emilio Sakraya ha recitato con Alba Baptista nei panni di JC per la nuova serie di Netflix Warrior Nun. Ha anche assunto uno dei ruoli principali nella serie Netflix di Philip Koch Tribes of Europa.
Nell'estate del 2020 ha girato il lungometraggio The Rescue of the World as We Know It diretto da Til Schweiger.
Nel 2022, l'attore è stato votato European Shooting Star dall'EFP. Nello stesso anno è uscito il lungometraggio di Fatih Akın Rhein, in cui Sakraya ha assunto il ruolo principale del gangsta rapper Xatar.

### Musica
Nel maggio 2016 ha pubblicato il suo singolo di debutto Down by the Lake con il suo nome di battesimo. Il 18 settembre 2020 è uscito il suo album di debutto Roter Sand su Jive Records.

## Filmografia

### Cinema
- Zeiten ändern dich, regia di Uli Edel (2010)
- V8 - Si accendono i motori (V8 - Du willst der Beste sein), regia di Joachim Masannek (2013)
- Der Prinz von Gmünd – cortometraggio, (2013)
- Bibi & Tina: Voll verhext!, regia di Detlev Buck (2014)
- Bibi & Tina: Mädchen gegen Jungs, regia di Detlev Buck (2016)
- Bibi & Tina: Tohuwabohu Total, regia di Detlev Buck (2017)
- Rock My Heart – Mein wildes Herz, regia di Hanno Olderdissen (2017)
- Heilstätten, regia di Michael David Pate (2018)
- La mia diabolica amica (Meine teuflisch gute Freundin), regia di Marco Petry (2018)
- Kalte Füße, regia di Wolfgang Groos (2018)
- Die Rettung der uns bekannten Welt, regia di Til Schweiger (2021)
- Una serata libera (One Night Off), regia di Martin Schreier (2021)
- Lieber Kurt, regia di Til Schweiger (2022)
- Rheingold, regia di Fatih Akın (2022)
- 60 minuti (60 Minuten), regia di Oliver Kienle (2024)

### Televisione
- Die Draufgänger – serie TV, episodio 1x08 (2012)
- Kein Entkommen, regia di Andreas Senn – film TV (2014)
- Mitten in Deutschland: NSU – miniserie TV, puntata 2 (2015)
- Letzte Ausfahrt Sauerland, regia di Nikolai Müllerschön – film TV (2015)
- Die siebte Stunde, regia di Carlo Rola – film TV (2016)
- Löwenzahn – serie TV, episodio 36x03 (2016)
- Winnetou – Der Mythos lebt – miniserie TV, puntate 2-3 (2016)
- 4 Blocks – serie TV, 5 episodi (2017)
- Ferien vom Leben, regia di Sophie Allet-Coche – film TV (2017)
- Der Schweinehirt, regia di Carsten Fiebeler – film TV (2017)
- Tatort – serie TV, episodi 1009-1083 (2017-2019)
- Warrior Nun – serie TV, 5 episodi (2020)
- Tribes of Europa – serie TV, 6 episodi (2021)
- Those About to Die, regia di Roland Emmerich e Marco Kreuzpaintner – miniserie TV (2024)

## Discografia

### Album
- 2020: Red Sand
- Year 2022: 1996

### Singoli[12]
- 2016: By the lake
- 2019: Bit Halo
- 2019: There's you
- 2019: Berlin on the Spree
- 2019: When the world ends
- 2019: You have time
- 2019: Miley Cyrus
- 2020: All the time in the world
- 2020: Sage
- 2020: Red Sand
- 2020: Outside
- 2020: I'll find you
- 2020: Touché
- 2020: Panic
- 2020: Boxes & Questions
- 2021: Winter
- 2021: Thank you
- 2022: Outside

## Doppiatori italiani
Nelle versioni in italiano nelle opere in cui ha recitato, Emilio Sakraya è stato doppiato da:
- Flavio Aquilone in Warrior Nun
- Manuel Meli in Tribes of Europa
- Simone Crisari in Rheingold
- Alberto Franco in 60 minuti
- Davide Perino in Those About to Die

## Riconoscimenti
- Shooting Stars Award 2022

### Music Sales Awards
| Paese/Regione   | Oro | Platino | Vendite | Fonti  |
| --------------- | --- | ------- | ------- | ------ |
| Germania (BVMI) | 1   | —       | 200.000 | [ 13 ] |
| Austria (IFPI)  | 1   | —       | 15.000  | [ 14 ] |
| Svizzera (IFPI) | 1   | —       | 10.000  | [ 15 ] |
| Tutto           | 3   |         |         |        |